# Perrier (akratopega)

Logo

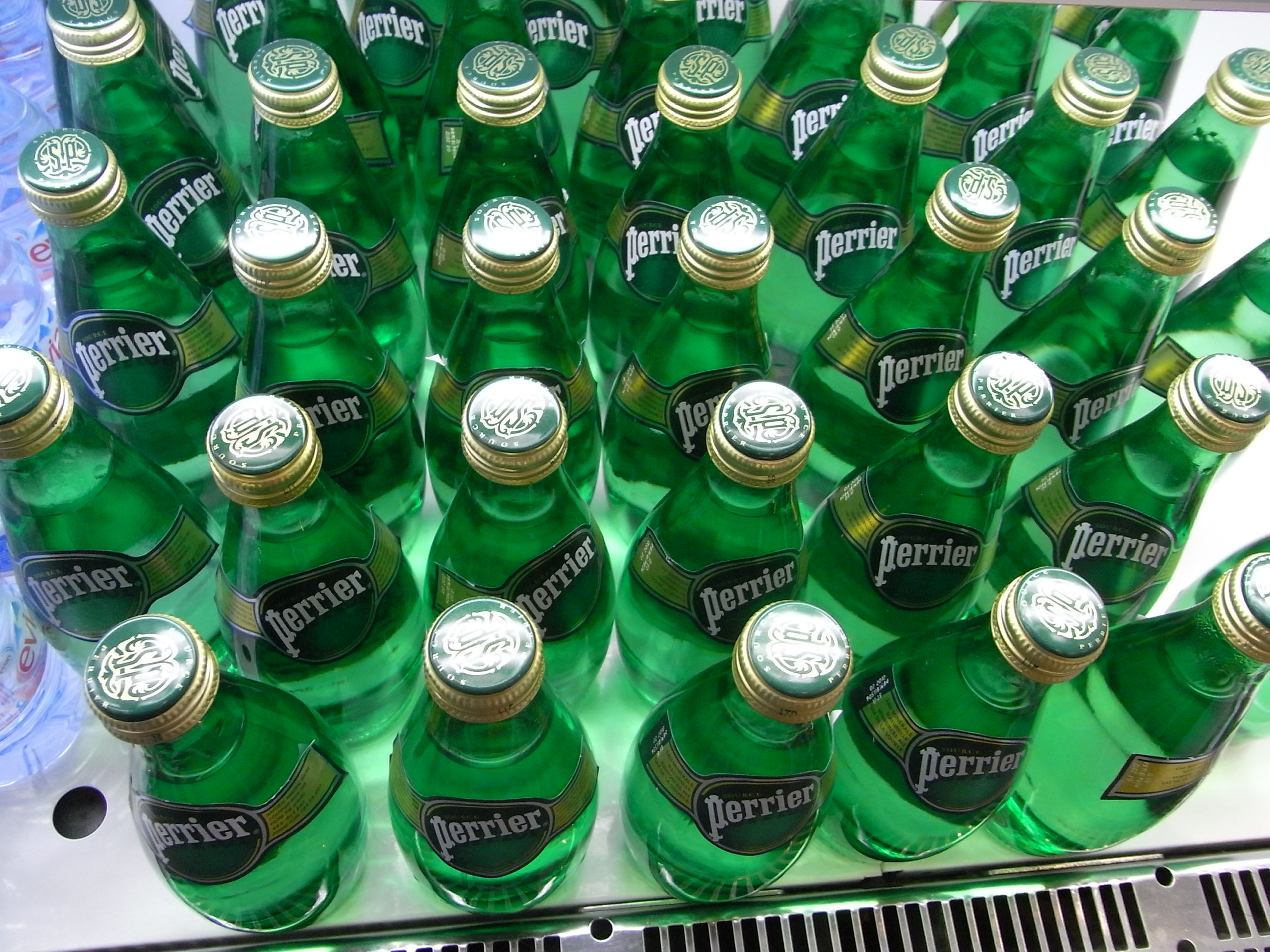

Perrier - naturalna akratopega wydobywana w Vergèze, w regionie Oksytania, we Francji. Suma składników mineralnych zawartych w wodzie wynosi 636 mg/l.

## Historia
Znajdujące się w Vergèze naturalne źródła wody były znane od starożytności. Od czasów rzymskich istniały tu łaźnie, w XIX w. było to już znane uzdrowisko. W 1863 na mocy dekretu Napoleona III rozpoczęto butelkowanie wody ze źródła, pierwotnie sprzedawanej pod nazwą Les Bouillens. Obecna nazwa upamiętnia dyrektora medycznego uzdrowiska od 1898 dra Louisa Eugène Perriera, który przeprowadził badania wody oraz ustalił proporcję mieszaniny wody i dwutlenku węgla, stosowane do dziś.
Od 1992 roku Perrier jest własnością koncernu Nestle. Woda jest popularna nie tylko w Europie, ale też w USA i Azji.